# Лолошур-Возжи
Лолошур-Возжи — деревня в Граховском районе Удмуртии.
Административный центр Лолошур-Возжинского сельского поселения.

## История
По итогам десятой ревизии в 1859 году в 46 дворах казённой деревни Лолошур-Возжай при речке Лолошур проживало 359 жителей и работала мельница.
До 1921 года деревня входила в состав Староятчинской волости Елабужского уезда (с 1921 года — Можгинского уезда). С 1924 года деревня входит в состав Мещеряковского сельсовета Граховской волости. В 1964 году административный центр сельсовета был перенесён из села Мещеряково в деревню Лолошур-Возжи и сельсовет был переименован в Лолошур-Возжинский.
В 1978 году деревни Лолошур-Возжи и Паново были объединены в одну деревню — Лолошур-Возжи.

## Объекты социальной сферы
- МОУ «Лолошур-Возжинская средняя общеобразовательная школа» — 21 учитель и 124 учеников[3]
- МДОУ Лолошур-Возжинский детский сад
- Лолошур-Возжинский фельдшерско-акушерский пункт
- Лолошур-Возжинский сельский дом культуры
- Лолошур-Возжинский филиал центральной библиотечной системы

## Улицы
- переулок Азина
- улица Валишина
- переулок Верхний
- улица Луговая
- улица Люгдонская
- улица Максима Горького
- улица Пановская
- улица Советская
- улица Спортивная
- Средний переулок